# 二本木駅
二本木駅（にほんぎえき）は、新潟県上越市中郷区板橋にある、えちごトキめき鉄道（ETR）・日本貨物鉄道（JR貨物）の駅である。新潟県内の鉄道駅において唯一スイッチバック設備を備える駅である。

## 歴史
- 1911年（明治44年）5月1日：鉄道院の駅として新設[1][3]。
- 1971年（昭和46年）12月1日：専用線発着を除く貨物取扱廃止[3]。
- 1984年（昭和59年）2月1日：荷物扱い廃止[3]。
- 1987年（昭和62年）4月1日：国鉄分割民営化に伴い、JR東日本・JR貨物の駅となる[3]。
- 2007年（平成19年）3月30日：貨物列車最終運行日[1]。
- 2015年（平成27年）
  - 3月14日：北陸新幹線 長野駅 - 金沢駅間延伸に伴いえちごトキめき鉄道へ移管（直営駅化）[1][News 1]。
  - 11月8日：旧待合室を改装、使用再開[News 2][News 3]。
- 2018年（平成30年）10月：同年8月より行われていた駅舎外観の修復・一部復元が完了[4][News 4]。
- 2019年（平成31年）
  - 3月18日：文化庁文化審議会により、7ヶ所の項目において登録有形文化財（建造物）の答申が行われ、登録有形文化財に内定した[5][6]。
  - 4月1日：「地域の活性化や観光振興」を目的に[News 5]業務委託駅（新井駅管理）化され、出札窓口が閉鎖される[7]。

## 駅構造

### 線路配置
島式ホーム1面2線を有する地上駅。構内東側にある駅舎とは地下通路で連絡している。
付近は約25パーミルの急勾配が連続することからスイッチバックが採用され、2007年（平成19年）までは、当駅から隣接する日本曹達二本木工場構内への専用線があった関係上、現在までスイッチバック構造が維持されている。下りの停車列車は下り勾配が続く本線から左側に分岐して水平のホームに入り、発車後は進行方向を変え本線を横切って引上線に入り、再度進行方向を変え、本線へ進む（上り列車はその逆）。現在定期設定は無いが、通過列車は当駅に寄らずそのまま通過することが可能である。

### 駅業務
新井駅が管理しており、えちごトキめき鉄道駅員は配置されていない。構内清掃等の駅運営はNPO法人「中郷区まちづくり振興会」に委託されている。公式には「業務委託駅」と称されているが、出札・集改札業務は委託内容に含まれておらず、営業形態としては無人駅同様である。
駅舎内にはタッチパネル式自動券売機のほか、飲食店や土産物品店を併設した｢さとまる～む｣ 、かつての駅事務室を転用したコミニュティルームが設置されている。
JRからえちごトキめき鉄道に移管されてから4年間は直営駅（社員配置）として運営されていた。直営駅時代は出札窓口を有しており、定期券や企画乗車券などの発券業務も行っていたが、業務委託駅化に伴い取扱を終了している。
JR東日本時代はジェイアール新潟ビジネスが受託する業務委託駅で、JR東日本新潟支社の直江津駅が管理していた。有人改札口・出札窓口のほか、自動券売機が設置されていた。

#### のりば
| のりば | 路線                | 方向 | 行先                             |
| ------ | ------------------- | ---- | -------------------------------- |
| 1      | ■妙高はねうまライン | 上り | 妙高高原方面                     |
| 2      | ■妙高はねうまライン | 下り | 新井・上越妙高・高田・直江津方面 |

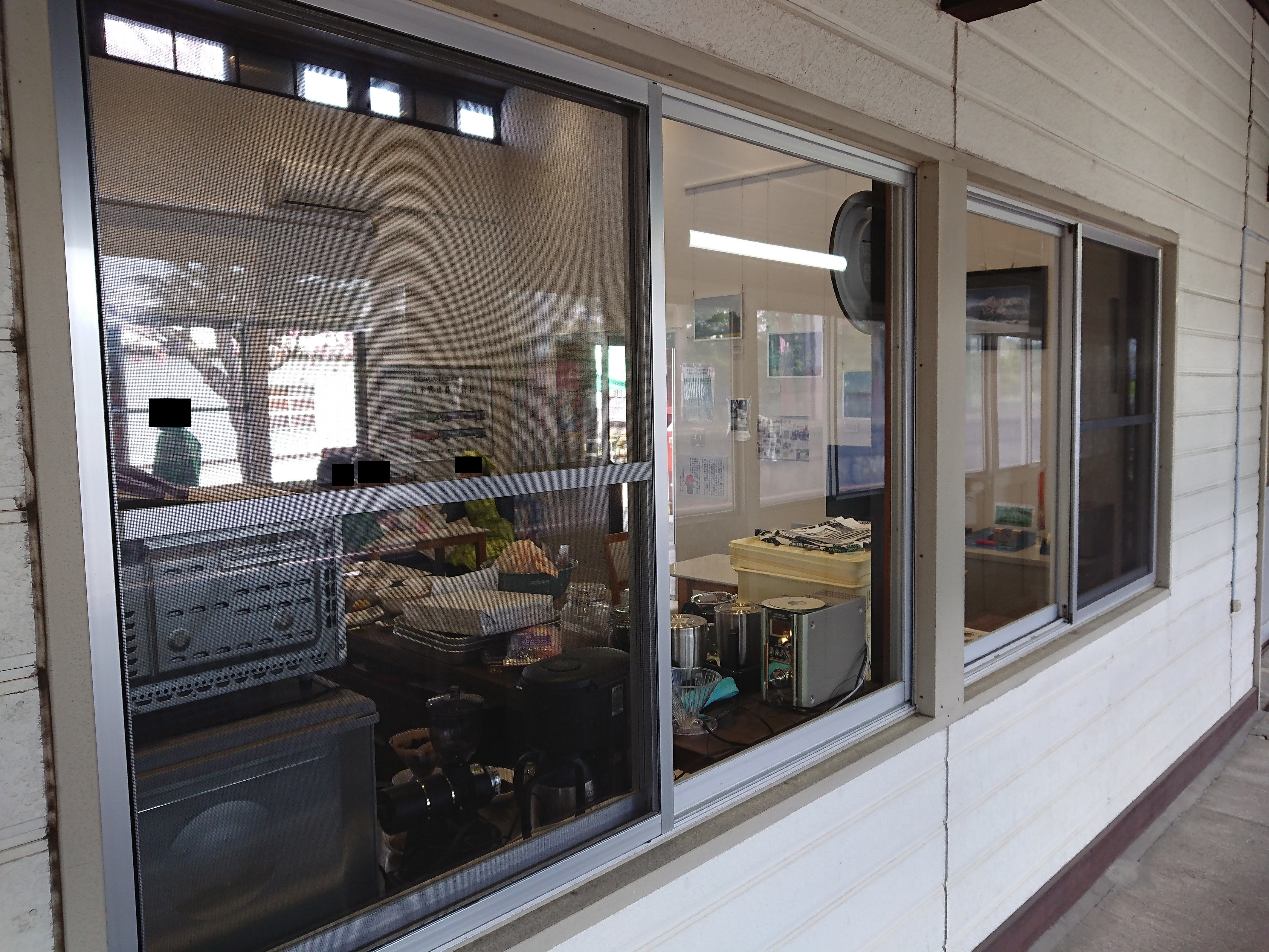
さとまる～む（2019年4月）
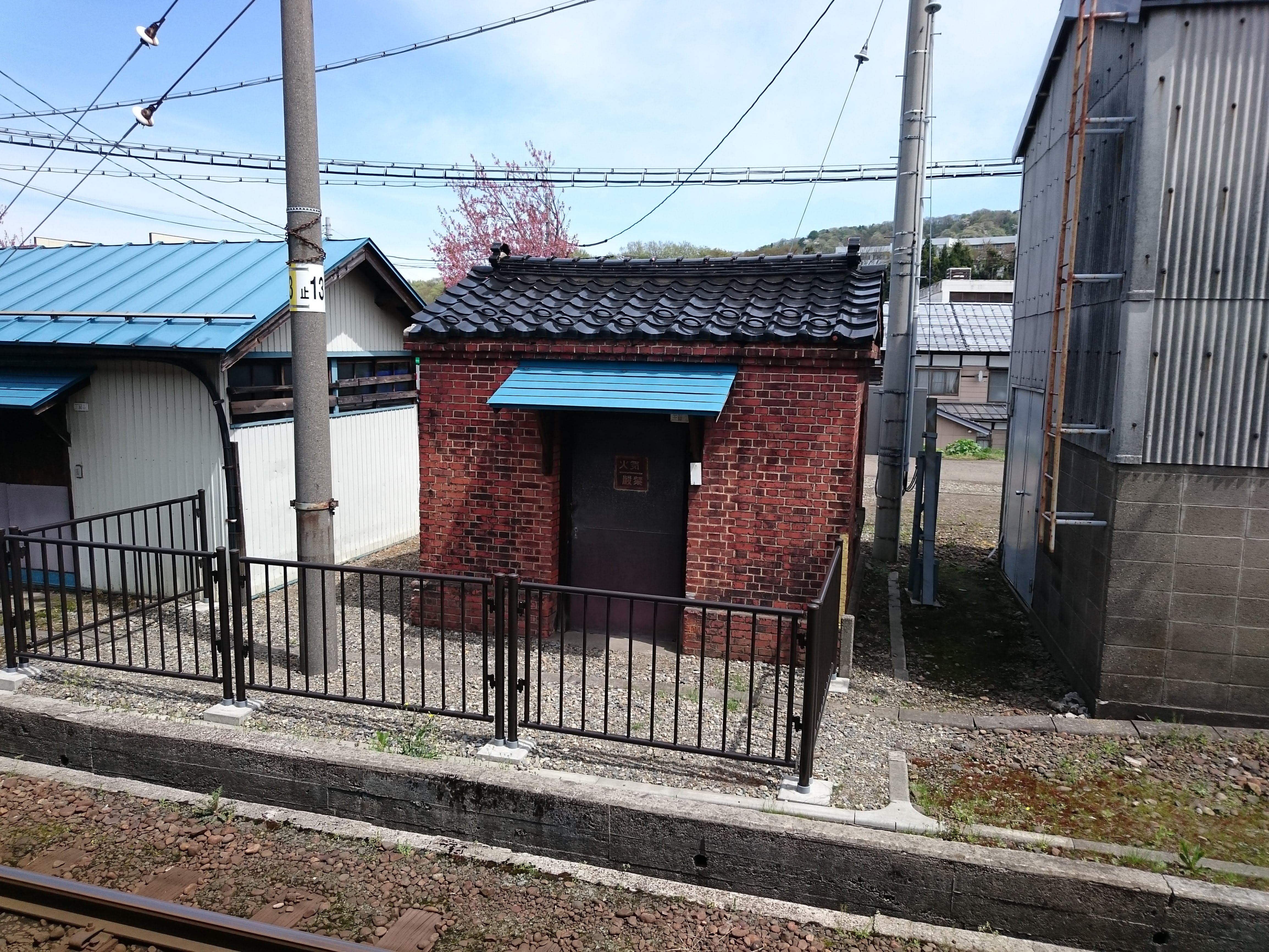
レンガ造りのランプ小屋（2019年4月）
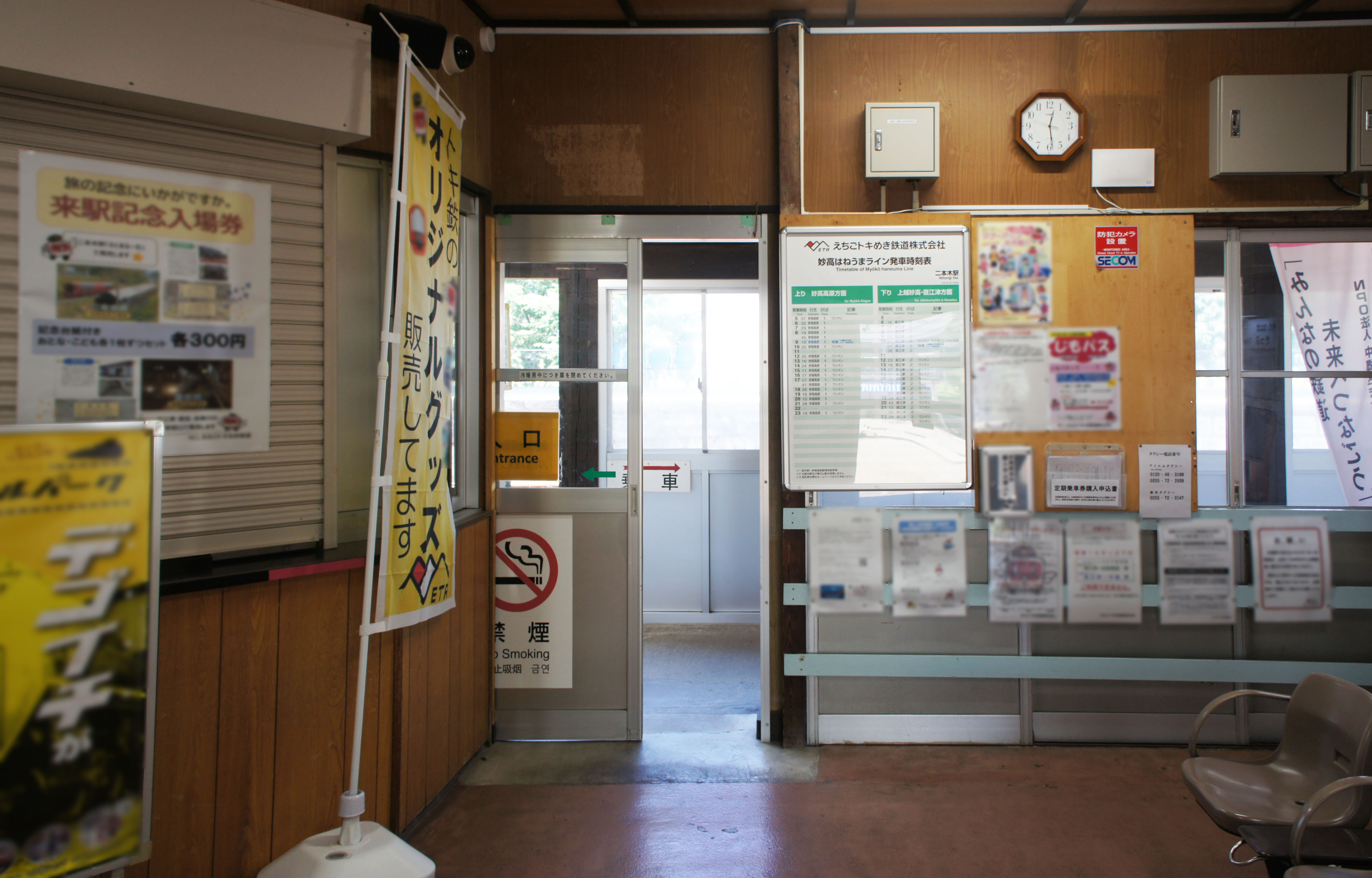
改札口（2021年8月）
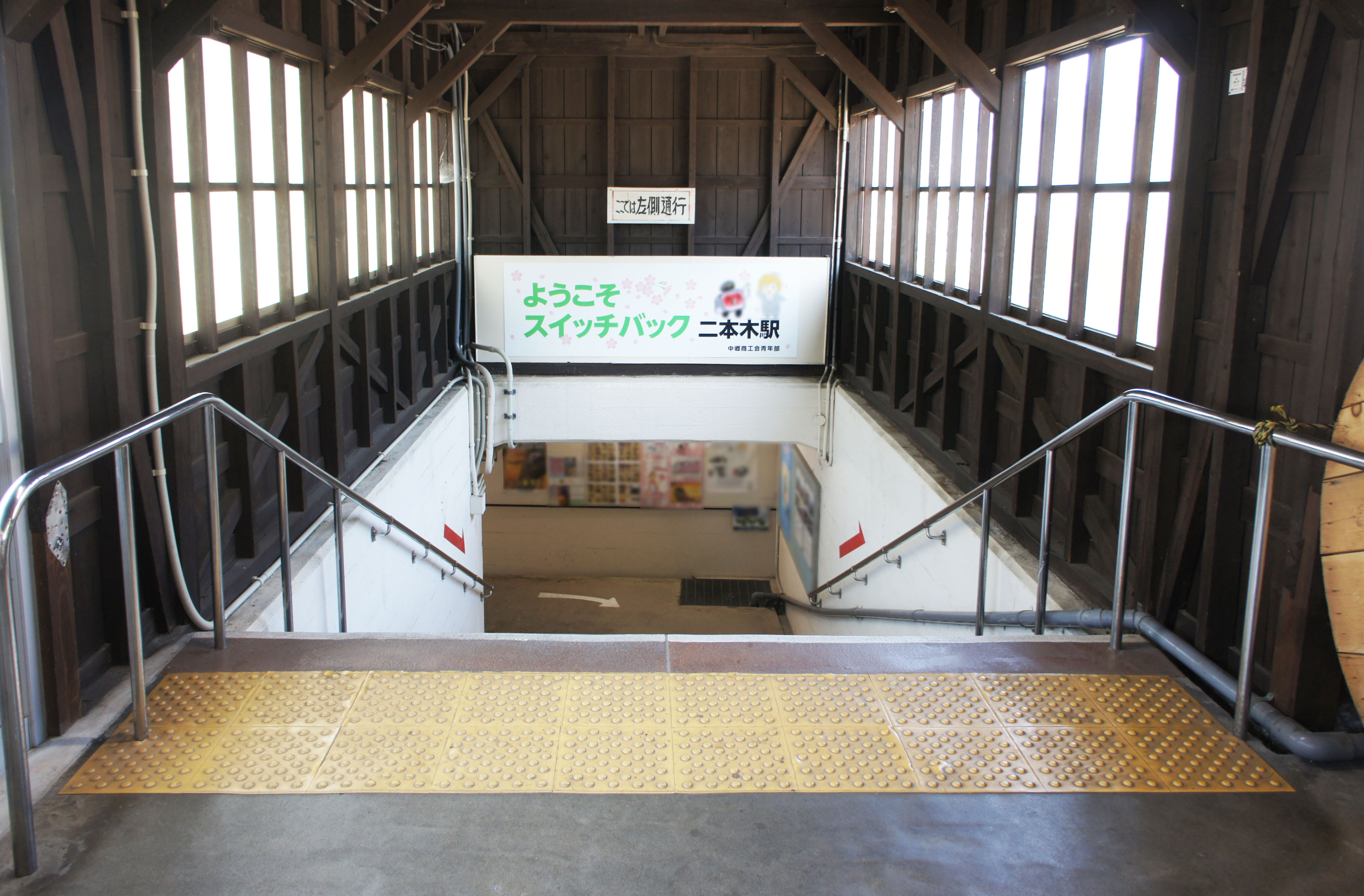
地下通路（2021年8月）
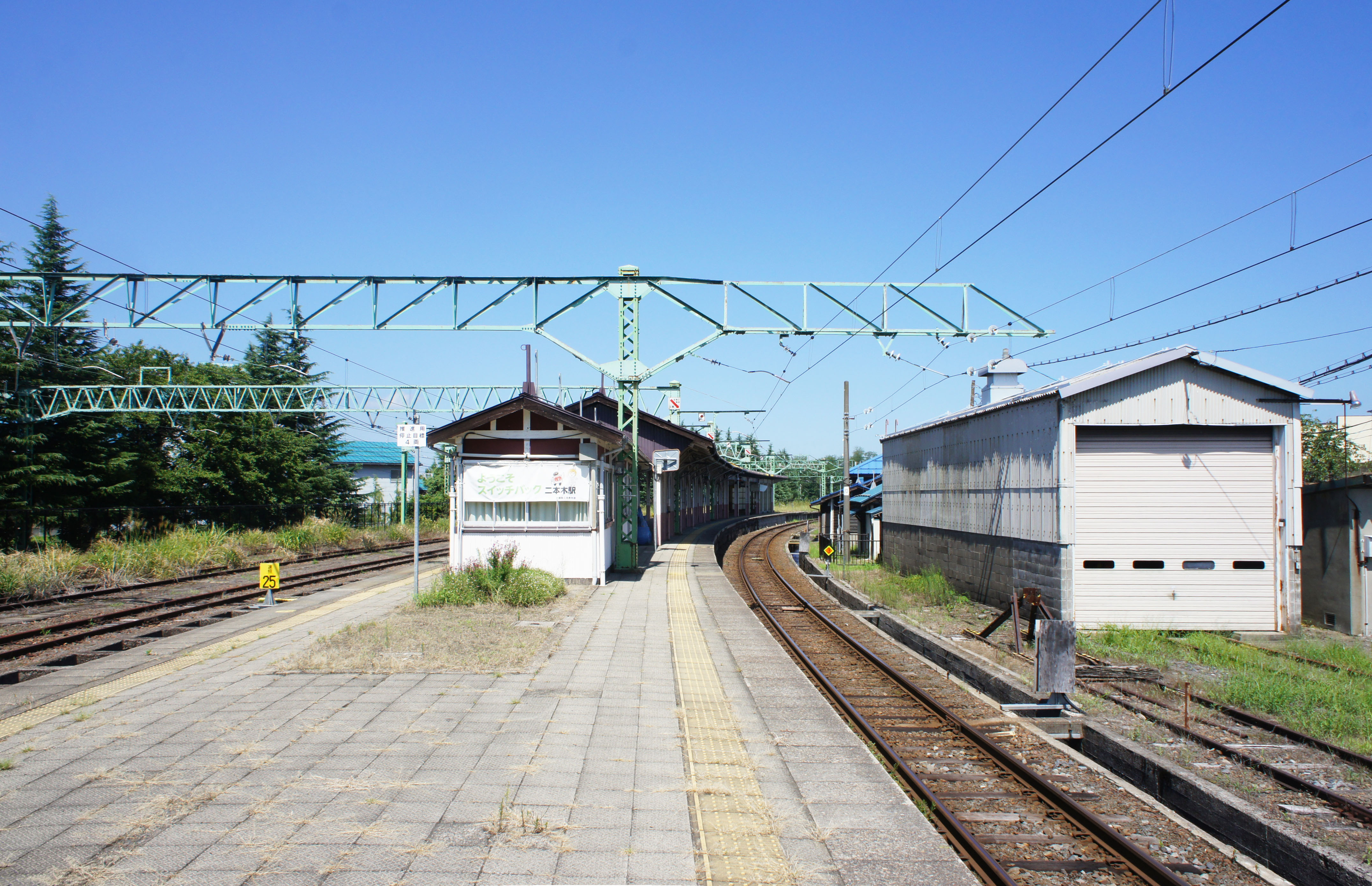
ホーム（2021年8月）
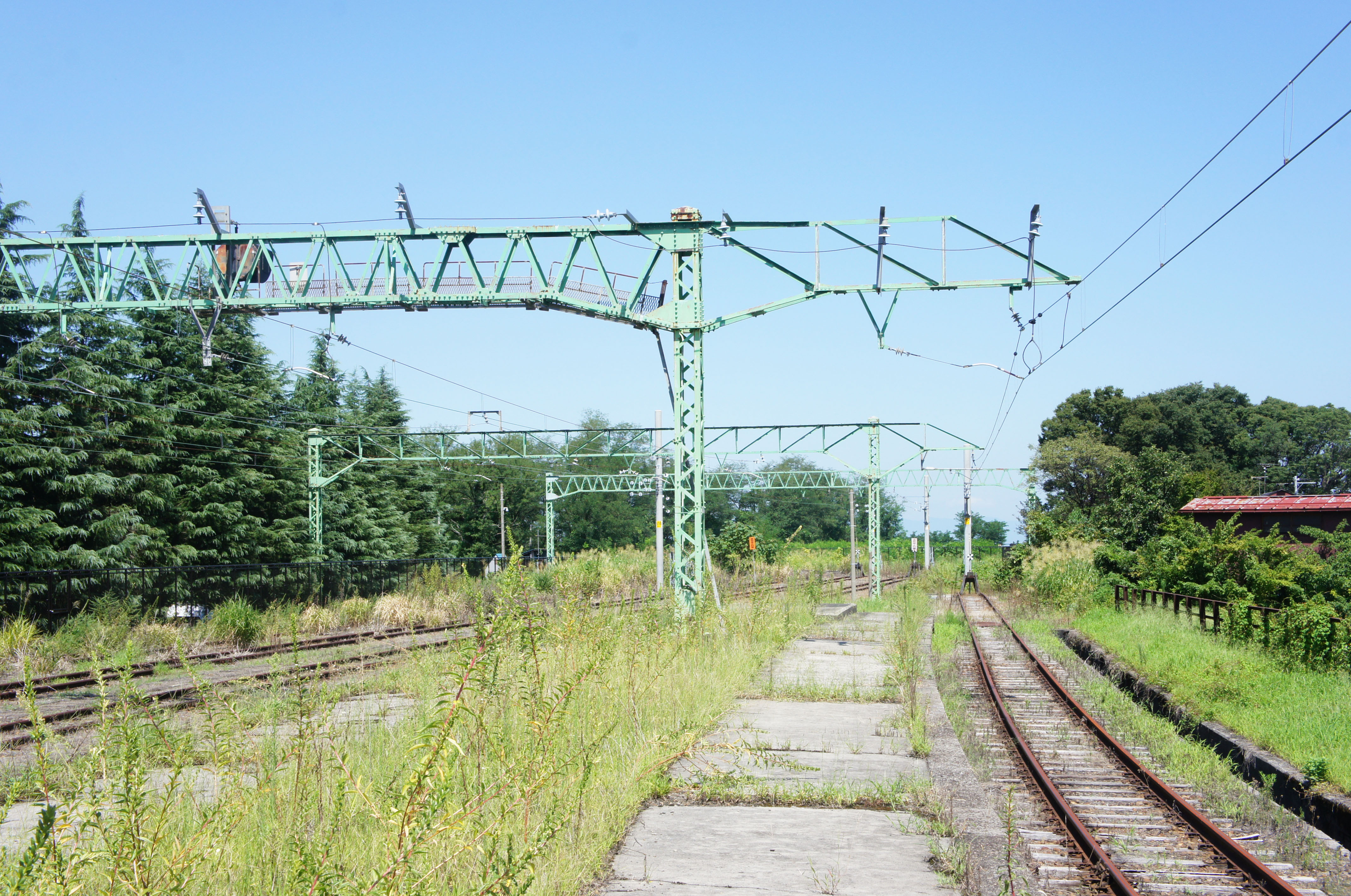
スイッチバック（2021年8月）

## 駅舎
開業前年の1910年（明治43年）築の駅舎が修繕されながら供用されており、妙高はねうまラインでは唯一路線開業時の駅舎が現存する駅である。駅舎とホームを繋ぐコンクリート造りの地下通路は、1941年（昭和16年）から1942年（昭和17年）にかけて造られたものであり、戦前で地方で造られたものとしては珍しい。また、長野寄りの引込線を覆う木造の｢雪囲い｣は1911年（大正11年）に建築されたもので、明治時代のレールを柱として再利用し、壁や屋根を木の板で構築している。2018年（平成30年）には上越市の補助を受け駅舎外観の復元を行った。これによりサイディングを撤去して古い漆喰壁が復元され、屋根とひさしの間の採光用高窓が復活している。
待合室はえちごトキめき鉄道への移管後に一旦閉鎖されていたが、上越市の地域活動支援事業に基づき中郷観光協会が主体となって2015年8月に改修が行われ、2015年11月8日から再び供用を開始した。
待合室には二本木駅のスイッチバックを再現した鉄道模型のジオラマが常設されている。

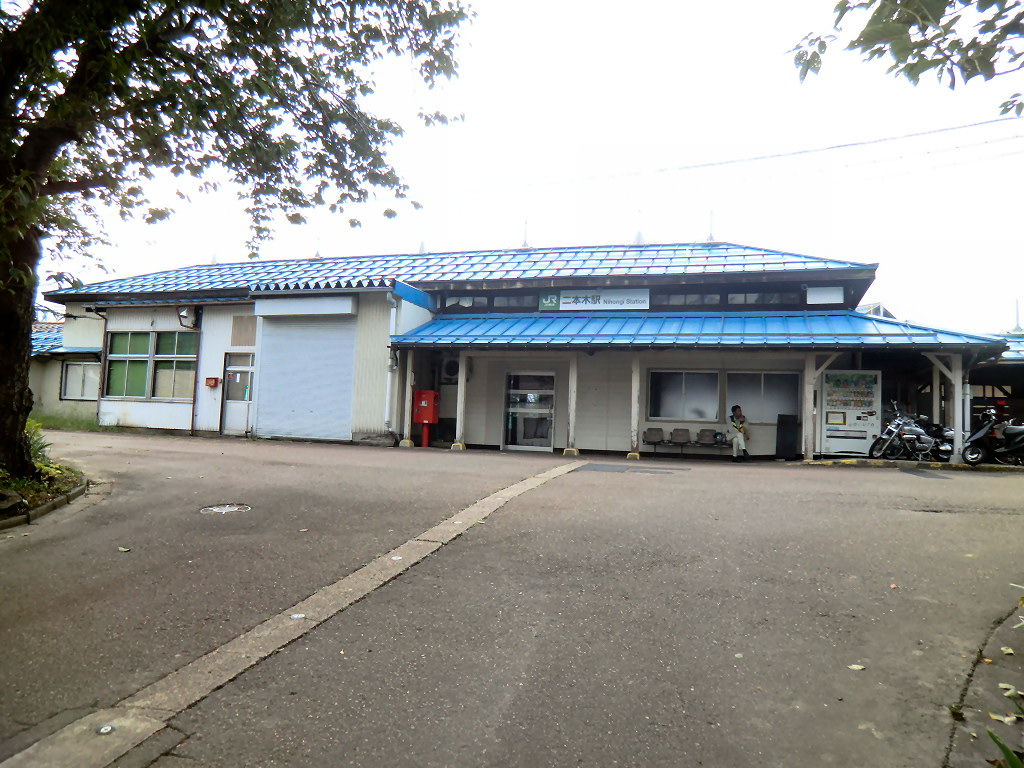
JR時代の駅舎（2011年8月）
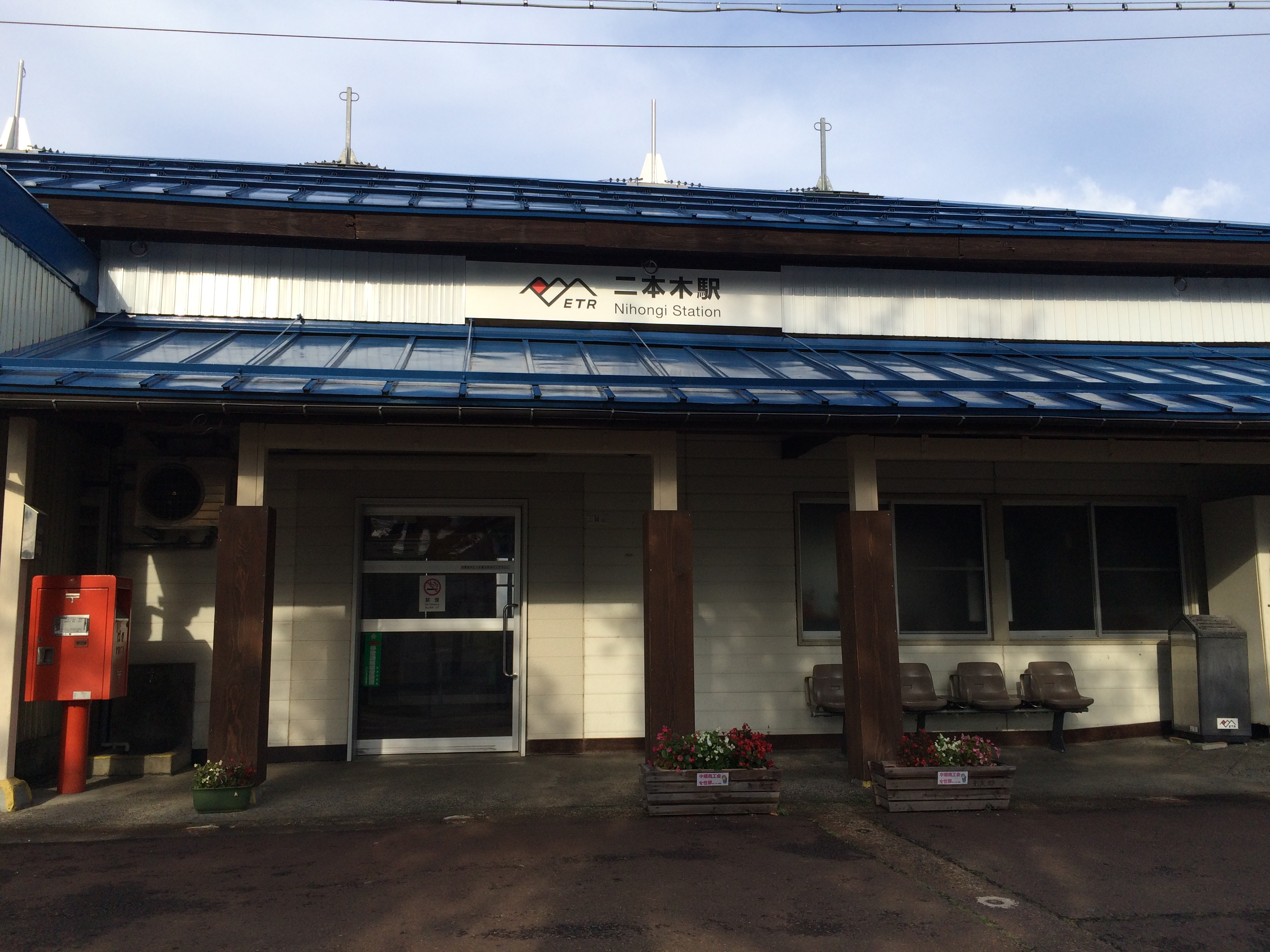
移管当初の駅舎（2016年10月）

## 貨物取扱・専用線
JR貨物の駅は、専用線発着のコンテナ貨物・専用線発着の車扱貨物の取扱駅となっている。
側線から分岐し、駅西側にある日本曹達二本木工場へ続く専用線があり、コンテナやタンク車による製品・原料輸送が行われ、希少車のタ300形も同工場と浜川崎駅間の列車に使われていた。
2006年（平成18年）8月までは、タンクコンテナで製品のメチオニンを本牧埠頭駅へ、原料のアクロレインを大竹駅や北九州貨物ターミナル駅から輸送し、タンク車で原料の青化ソーダを輸送していたが、同工場でのメチオニン製造が終了したためすべて廃止された。
それ以降は、苛性ソーダや苛性カリの輸送が小規模に行われていたが、これらも2007年（平成19年）3月30日限りで廃止された。
旅客駅がえちごトキめき鉄道に転換された後も、新井駅と同じく、貨物駅の登録抹消は行われていない。

## 利用状況
2023年度（令和5年度）の1日平均乗車人員は82人である。
2000年度（平成12年度）以降の推移は以下の通り。なお、2000年度（平成12年度） - 2014年度（平成26年度）の統計はJR東日本時代のものである。また、2014年度（平成26年度）の統計は非公表である。
| 乗車人員推移       | 乗車人員推移     | 乗車人員推移    |
| 年度               | 1日平均 乗車人員 | 出典            |
| ------------------ | ---------------- | --------------- |
| 2000年（平成12年） | 234              | [ 利用客数 2 ]  |
| 2001年（平成13年） | 215              | [ 利用客数 3 ]  |
| 2002年（平成14年） | 221              | [ 利用客数 4 ]  |
| 2003年（平成15年） | 214              | [ 利用客数 5 ]  |
| 2004年（平成16年） | 215              | [ 利用客数 6 ]  |
| 2005年（平成17年） | 208              | [ 利用客数 7 ]  |
| 2006年（平成18年） | 195              | [ 利用客数 8 ]  |
| 2007年（平成19年） | 189              | [ 利用客数 9 ]  |
| 2008年（平成20年） | 165              | [ 利用客数 10 ] |
| 2009年（平成21年） | 151              | [ 利用客数 11 ] |
| 2010年（平成22年） | 147              | [ 利用客数 12 ] |
| 2011年（平成23年） | 145              | [ 利用客数 13 ] |
| 2012年（平成24年） | 141              | [ 利用客数 14 ] |
| 2013年（平成25年） | 150              | [ 利用客数 15 ] |
| 2014年（平成26年） | 非公表           | 非公表          |
| 2015年（平成27年） | 146              | [ 利用客数 16 ] |
| 2016年（平成28年） | 142              | [ 利用客数 17 ] |
| 2017年（平成29年） | 140              | [ 利用客数 18 ] |
| 2018年（平成30年） | 120              | [ 利用客数 19 ] |
| 2019年（令和元年） | 114              | [ 利用客数 20 ] |
| 2020年（令和02年） | 81               | [ 利用客数 21 ] |
| 2021年（令和03年） | 75               | [ 利用客数 22 ] |
| 2022年（令和04年） | 87               | [ 利用客数 23 ] |
| 2023年（令和05年） | 82               | [ 利用客数 1 ]  |

## 駅周辺

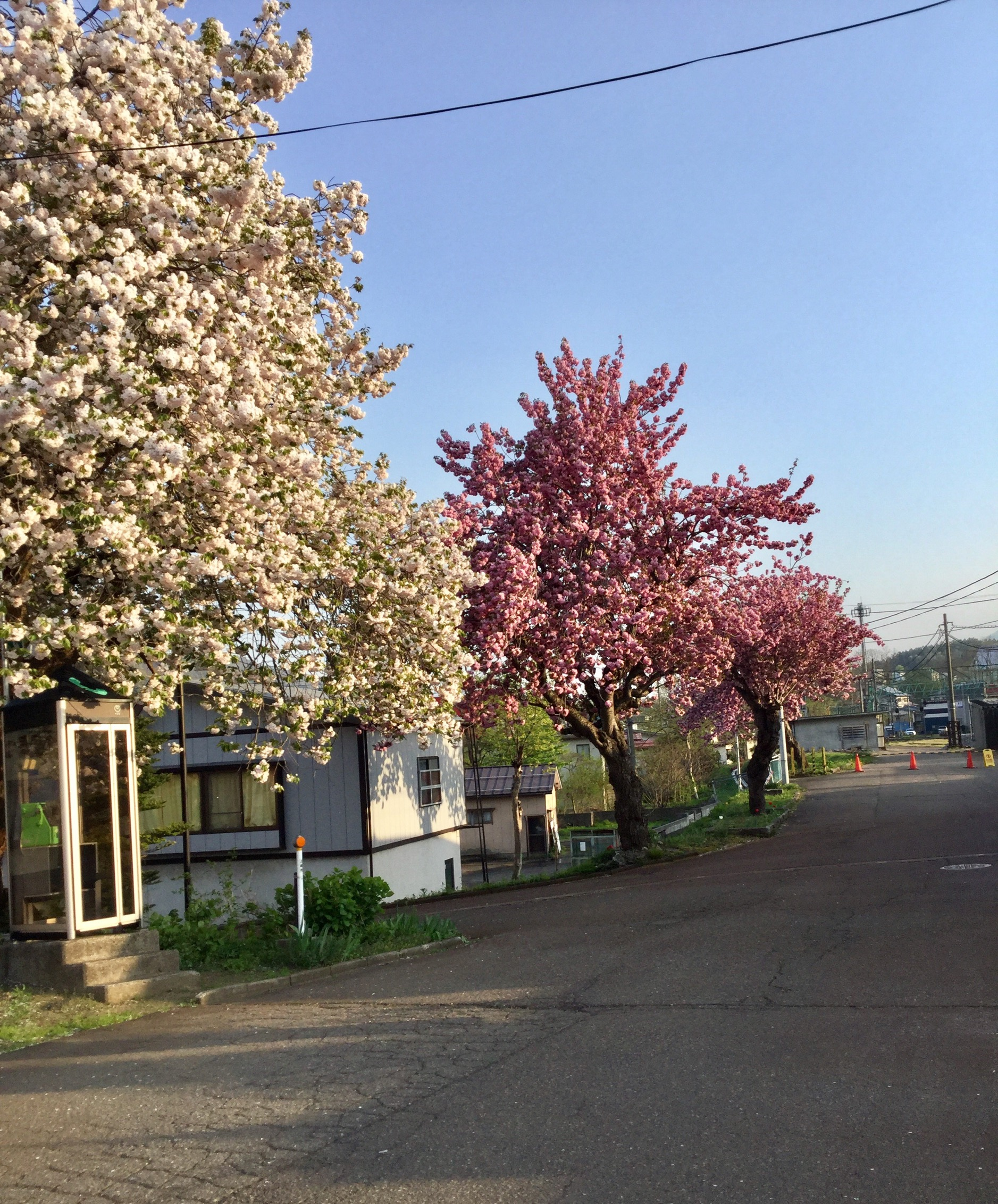
八重桜（2017年4月）

駅前には八重桜が植えられており、春を迎えると満開になる。駅周辺は主に住宅が並ぶが、商店や旅館もある。前述のように駅西側には日本曹達 二本木工場がある。
- 新潟県道344号坂本新田新井線
- 新潟県道584号新井中郷線

## バス路線
2020年4月時点での情報を示す。
- 乗合タクシー
  - 90 関山ルート 新井バスターミナル 方面／関山 方面
  - 91 岡沢ルート 新井バスターミナル 方面／岡沢 方面

## 隣の駅
えちごトキめき鉄道
■妙高はねうまライン
■快速（土休日のみ運転、臨時列車扱い）・■普通
関山駅 - 二本木駅 - 新井駅

### 記事本文